# Gualövs församling
Gualövs församling var en församling i Lunds stift och i Bromölla kommun. Församlingen uppgick 2010 i Ivetofta-Gualövs församling.

## Administrativ historik
Församlingen har medeltida ursprung. 
Församlingen var till 1962 annexförsamling i pastoratet Trolle-Ljungby och Gualöv. Från 1962 till 2010 annexförsamling i pastoratet Ivetofta och Gualöv. Församlingen uppgick 2010 i Ivetofta-Gualövs församling.

## Kyrkor
- Gualövs kyrka